# Tarenna brevicymigera
Tarenna brevicymigera är en måreväxtart som beskrevs av Wei Chiu Chen. Tarenna brevicymigera ingår i släktet Tarenna och familjen måreväxter.
Artens utbredningsområde är Vietnam. Inga underarter finns listade i Catalogue of Life.